# Megadasys
Genre
Megadasys est un genre de gastrotriches de la famille des Planodasyidae.

## Liste des espèces
Selon World Register of Marine Species (24 juin 2025) :
- Megadasys minor Kisielewski, 1987
- Megadasys pacificus Schmidt, 1974
- Megadasys sterreri (Boaden, 1974)

## Systématique
Ce genre a été décrit par Schmidt en 1974.

## Publication originale
- (de) Schmidt, 1974 : « Interstitielle Fauna von Galapagos. IV. Gastrotricha », Mikrofauna Meeresbodens, vol. 26, p. 1-76.